# Jarosław Powroźnicki
Jarosław Powroźnicki (ur. 1876) – podpułkownik piechoty Wojska Polskiego.

## Życiorys
Urodził się 19 września lub 3 października bądź 19 października 1876. W piechocie C. K. Obrony Krajowej został mianowany kadetem w grupie aktywnych z dniem 1 września 1898, następnie awansowany na porucznika z dniem 1 listopada 1899. Był żołnierzem 4 pułku piechoty w Klagenfurcie, od około 1902 służył 27 pułku piechoty w Laibach. Następnie został awansowany na nadporucznika z dniem 1 maja 1905. Od tego czasu był oficerem 33 pułku piechoty w Stryju. W tym czasie został awansowany na kapitana z dniem 1 maja 1913. Podczas I wojny światowej pozostawał kapitanem 33 p.p. do 1918
Po odzyskaniu przez Polskę niepodległości został przyjęty do Wojska Polskiego jako były oficer armii austriackiej został przyjęty do Wojska Polskiego i zatwierdzony w stopniu majora. W tym stopniu od 29 stycznia do 14 maja 1920 dowodził 17 pułkiem piechoty. 11 czerwca 1920 został zatwierdzony z dniem 1 kwietnia 1920 w stopniu podpułkownika, w piechocie, w grupie oficerów byłej armii austro-węgierskiej.
W 1921 był oficerem 53 pułku piechoty w Stryju. 26 października 1923 prezydent RP Stanisław Wojciechowski zatwierdził go w stopniu podpułkownika piechoty. Od około 1923 był podpułkownikiem w stanie spoczynku. Zamieszkiwał w Bolechowie.

## Odznaczenia
austro-węgierskie
- Krzyż Zasługi Wojskowej 3 klasy z dekoracją wojenną (przed 1916)[17] i z mieczami (przed 1918)[18]
- Brązowy Medal Zasługi Wojskowej na wstążce Krzyża Zasługi Wojskowej (przed 1916)[17] i z mieczami (przed 1918)[18]
- Brązowy Medal Jubileuszowy Pamiątkowy dla Sił Zbrojnych i Żandarmerii (około 1899)[8]
- Krzyż Jubileuszowy Wojskowy (około 1908)[13]
- Krzyż Pamiątkowy Mobilizacji 1912–1913 (około 1913)[15]